# Vogan
Vogan – miasto w Togo w regionie Maritime. Według danych szacunkowych na rok 2020 liczy 20 659 mieszkańców.